# 巴西永-沃泽
巴西永-沃泽（法語：Bassillon-Vauzé，法語發音：[basijɔ̃ voze]）是法国大西洋比利牛斯省的一个市镇，属于波城区。该市镇于1833年由原市镇巴西永（Bassillon）和沃泽（Vauzé）合并而成。

## 地理
巴西永-沃泽（43°27'23"N, 0°4'31"W）面积4.96 平方千米，位于法国新阿基坦大区大西洋比利牛斯省，该省份为法国东南部省份，涵盖了贝阿恩与北巴斯克，西临大西洋比斯開灣，北至朗德省，东北接热尔省，东临上比利牛斯省，南与西班牙接壤。
与巴西永-沃泽接壤的市镇（或旧市镇、城区）包括：朗贝、维杜兹、科贝尔-阿贝尔、吕克-阿尔莫、蒙科。
巴西永-沃泽的时区为UTC+01:00、UTC+02:00（夏令时）。

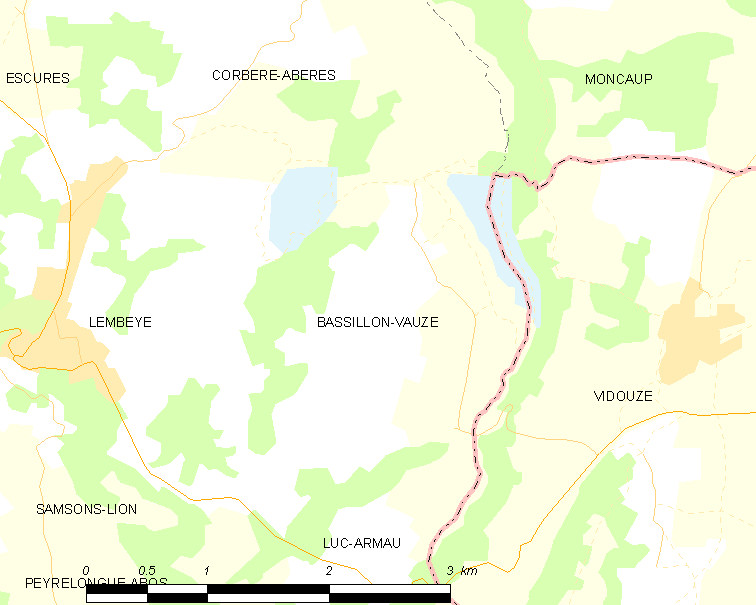
巴西永-沃泽的OSM定位图

## 行政
巴西永-沃泽的邮政编码为64350，INSEE市镇编码为64098。

## 政治
巴西永-沃泽所属的省级选区为吕伊河土地和维克比伊山坡县。

## 人口

1962-2008年间巴西永-沃泽人口变化图示

巴西永-沃泽于2022年1月1日时的人口数量为65人。